# Marco Cerullo
Marco Cerullo (* 10. November 1988 in Herrenberg) ist ein deutsches Model, Reality-TV-Teilnehmer und Mitspieler in einem Scripted-Reality-Format.

## Leben
Cerullo hat italienische und polnische Wurzeln, absolvierte eine Ausbildung zum Fahrzeuglackierer und machte anschließend den Meistertitel. 2016/17 wurde Marco Cerullo Mister Rheinland-Pfalz und nahm an der folgenden Mister-Germany-Wahl teil. Seit 2017 tritt er als D-Promi in diversen Shows auf.
Vom 1. Mai 2018 bis zum 24. September 2019 spielte Cerullo in der Seifenoper Krass Schule – Die jungen Lehrer eine der Hauptrollen.
2019 nahm er an Bachelor in Paradise teil. Nach dem Staffelfinale veröffentlichte Cerullo im Dezember 2019 seine erste Single Take Me Away.
2020 nahm er an Ich bin ein Star – Holt mich hier raus! teil. Cerullo war der zweite Teilnehmer, der die Show verlassen musste, und der erste, der bei der Telefonabstimmung ausschied und landete somit auf dem 11. Platz.

## Filmografie
- 2017: Ultimate Beastmaster (Netflix)
- 2017: Die Bachelorette (RTL)
- 2018: Take Me Out (RTL)
- 2018–2019: Krass Schule – Die jungen Lehrer (RTL ll)
- 2019: Bachelor in Paradise (RTL)
- 2020: Ich bin ein Star – Holt mich hier raus! (RTL)
- 2020: Die Superhändler – 4 Räume, 1 Deal (Sat.1)
- 2021: Die Festspiele der Reality Stars – Wer ist die hellste Kerze? (Sat.1)
- 2021: CoupleChallenge – Das stärkste Team gewinnt (RTL+)
- 2022: Ich bin ein Star – Holt mich hier raus! Die große Dschungelparty (RTL)
- 2022: Das Sommerhaus der Stars – Kampf der Promipaare (RTL)
- 2023: Die Schnäppchenhäuser – Der Traum vom Eigenheim (Promi Spezial) (RTL ll)
- 2024: RTL Turmspringen
- 2024: RTL American Ice Football
- 2024: Du gewinnst hier nicht die Million bei Stefan Raab (RTL)
- 2025: The 50 (Prime Video)
- 2025: Prominent getrennt – Die Villa der Verflossenen (RTL+)
- 2025: Love Island VIP (RTL ll)

## Diskografie
- 2019: Take Me Away